# Kyrklig samling kring bibeln och bekännelsen
Kyrklig samling kring bibeln och bekännelsen (’’Kyrklig samling’’) är ett samarbetsorgan för dem inom Svenska kyrkan som vill arbeta för att enda rättesnöret inom kyrkan skall vara Bibeln och bekännelseskrifterna. Organisationen bildades 1958 i opposition mot förslaget att kvinnor skulle ha rätt att bli präster.

## Historik
Kyrklig samling bildades 1958 då biskop Bo Giertz inbjöd företrädare för olika fromhetsriktningar inom Svenska kyrkan med förankring i klassisk kristen tro och ett samarbetsråd bildades. Organisationen tillkom i opposition mot förslaget att kvinnor skulle ha rätt att bli präster. Ett rörelsen närstående organ är Svensk pastoraltidskrift.
Tillkomsten av förbundet skedde genom ett upprop efter kyrkomötet 1958, bland annat genom en annons i Svenska Dagbladet den 26 oktober 1958, där man bland annat framhöll:
| ” | ... Den Heliga Skrift är enligt Svenska kyrkans i gällande kyrkolag fastställda bekännelse kyrkans högsta norm ... Vi nödgas fördenskull fastslå, att det beslut rörande kvinnas behörighet till prästerlig tjänst, som i dag av kyrkomötet fattats, står i motsägelse till den Heliga Skrift och till kyrkans bekännelseskrifter ... | „ |

Uppropet var undertecknat av Tage Bentzer, komminister Stockholm , G.A. Danell, domprost Växjö, Bo Giertz, biskop Göteborg, Gunnar Prawitz, jur. d:r Tumba, Axel Rubbestad, riksdagsman Ödeborg, Ernst Staxäng, riksdagsman Brodalen, David Svenungsson, kyrkoherde och riksdagsman Stockholm.
Ett första riksmöte hölls i juni 1959 i Linköping med mellan 400 och 500 präster och lekmän, där bland annat biskop Bo Giertz talade över temat "Det oändliga sammanhanget mellan lära och rätt liv".

## Organisation
Samarbetsrådet består av mellan 24 och 30 personer, som regelbundet samlas för överläggningar och beslutar om Kyrklig samlings verksamhet. Samarbetsrådet utser en styrelse på nio personer. Samarbetsrådets ordförande är också ordförande i styrelsen. Prästen Yngve Kalin var ordförande 2003–2022, då han avgick på egen begäran. Prosten Anders Reinholdsson valdes 2023 att efterträda honom och blev därmed den femte ordföranden sedan starten.
Knutet till Kyrklig samling finns också en stödförening, med uppgift att ekonomiskt stötta det arbete som Kyrklig samling och samarbetsrådet bedriver. Stödföreningen är en ideell förening, med en separat styrelse, men det råder i hög grad personalunion mellan samverkansrådets och stödföreningen styrelser.